# Saint-Michel-et-Chanveaux
Saint-Michel-et-Chanveaux is een voormalige gemeente in het Franse departement Maine-et-Loire in de regio Pays de la Loire. Saint-Michel-et-Chanveaux maakt deel uit van het arrondissement Segré.

## Geschiedenis
De gemeente is in 1790 ontstaan door het samenvoegen van de parochies Chanveaux en Saint-Michel-du-Bois. De gemeente maakte deel uit van het kanton Pouancé totdat dit op 22 maart 2015 werd opgeheven en de gemeenten werden opgenomen in het kanton Segré. Op 15 december 2016 fuseerde Saint-Michel-et-Chanveaux met 9 van de 14 gemeenten van het voormalige kanton tot de commune nouvelle Ombrée d'Anjou.

## Geografie
De oppervlakte van Saint-Michel-et-Chanveaux bedraagt 28,1 km², de bevolkingsdichtheid is 13,0 inwoners per km².
De onderstaande kaart toont de ligging van Saint-Michel-et-Chanveaux met de belangrijkste infrastructuur en aangrenzende gemeenten.

## Demografie
Onderstaande figuur toont het verloop van het inwonertal.
Chanveaux · La Chapelle-Hullin · Chazé-Henry · Combrée · Grugé-l'Hôpital · Noëllet · Pouancé · La Prévière · Saint-Michel-du-Bois · Le Tremblay · Vergonnes